# Alexis de Ghéquier
Antoine Georges Alexis de Ghéquier né le 30 novembre 1809 à Dunkerque et mort le 11 avril 1869 à Paris est un peintre français.

## Biographie
Alexis de Ghéquier est le fils de Georges Alexis de Ghéquier, receveur aux acquits à caution des douanes impériales, et de Rose Adélaïde Teste Desvignes.
Veuf de Sophie Élisabeth Le Cat, il épouse en 1845 Julie Émilie Boisselier.
Il expose au Salon de 1846 à 1868.
En 1856, de grands travaux sont entrepris au palais des Tuileries à Paris sous l’impulsion de l’empereur Napoléon III. De Ghéquier y peint un plafond et de nombreux murs. Il orne de fleurs les appartements de l'impératrice Eugénie, notamment les portes, les trumeaux, et les quatre bouquets dans les angles de la voussure du salon rose.

« Peintre de fleurs et de fruits, il possède une palette séduisante, très harmonieuse et très riche et peint d'une excellente manière, pleine de largeur et de souplesse »

— Théodore Pelloquet.
Il meurt le 11 avril 1869 à son domicile de la rue de l'Annonciation à Paris, et est inhumé dans la même ville au cimetière d'Auteuil.
Le musée d'Orsay conserve une photographie du peintre réalisée par Pierre Petit.